# ビクトリア・コモワ
ビクトリア・コモワ（ロシア語: Виктория Александровна Комова、1995年1月30日 - ）は、ロシア・ヴォロネジ出身の体操競技選手。2012年ロンドンオリンピックの女子体操競技団体総合と個人総合の銀メダリスト。

## 来歴
4歳から体操を始める。父のアレクサンドル・コモフは体操選手であり、母のベラ・コレスニコワは1985年世界体操競技選手権の団体総合や1986年のグッドウィルゲームズ個人総合で優勝している。また、兄が1人（アレクサンドル）いる。
2009年に横浜で開催された国際ジュニア体操競技選手権では2位の笹田夏実に3.7の大差をつけて優勝した。
2010年シンガポールユース五輪では個人総合、段違い平行棒、跳馬の3種目で金メダルを獲得。
2011年世界体操競技選手権では、個人総合でアメリカのジョーディン・ウィーバーに敗れ銀メダルとなったが、段違い平行棒で金メダルを獲得。
初めての五輪となった2012年ロンドンオリンピックでは、個人総合でガブリエル・ダグラスに、団体総合でもアメリカに敗れ2つの銀メダルを獲得した。
得意とする段違い平行棒では、オリジナル技の「コモワ（E難度）」を発表している。
2016年リオデジャネイロオリンピックには出場する意向であったものの、脊椎の持病を抱えたままトレーニングを続けることが難しくなったとして、直前の6月中旬に現役引退する意向を表明。

## 主な成績
| 年   | 大会                               | 団体総合 | 個人総合 |   |   |   |   |
| ---- | ---------------------------------- | -------- | -------- | - | - | - | - |
| 2010 | ロシア選手権                       | 1        | 1        |   | 2 |   |   |
| 2010 | 欧州選手権ジュニア（バーミンガム） | 1        | 1        | 1 | 2 | 1 |   |
| 2010 | ユース五輪（シンガポール）         |          | 1        | 1 | 1 | 7 | 3 |
| 2011 | ロシア選手権                       | 1        |          |   | 3 | 4 |   |
| 2011 | 世界選手権（東京）                 | 2        | 2        |   | 1 | 8 |   |
| 2012 | 欧州選手権（ブリュッセル）         | 2        |          |   | 1 | 6 |   |
| 2012 | ロシア選手権                       | 1        | 1        |   | 3 | 1 | 2 |
| 2012 | ロンドン五輪                       | 2        | 2        |   | 5 | 8 |   |